# Un chat haut perché
 (juillet 2020).
Pour plus de détails, voir Fiche technique et Distribution.
Un chat haut perché (Go Fly a Kit en anglais) est un cartoon américain Looney Tunes de 1957 réalisé par Chuck Jones. 